# Casa della Memoria di Servigliano
La Casa della Memoria di Servigliano è un'associazione senza scopo di lucro fondata nel 2001 per recuperare la memoria e la storia dei fatti avvenuti nel Campo di concentramento di Servigliano (FM), tra il 1915 e il 1955. In questi 40 anni il Campo è stato usato come Campo di prigionia per i soldati austroungarici, nella prima guerra mondiale; nella seconda guerra mondiale,  prima come Campo di prigionia per i soldati alleati; dopo l'8 settembre 1943, come Campo di internamento per gli ebrei;; infine come Centro di Raccolta Profughi, per gli esuli giuliano-dalmati dal 1945 al 1955. La sede della Casa della Memoria è dal 2013 nell’ex stazione ferroviaria di Servigliano, vicino al Campo, ed ospita anche il Museo della Memoria e una permanente mostra fotografica sulla storia del Campo e dei prigionieri transitati. L'Associazione Casa della Memoria di Servigliano è una onlus di volontariato culturale e civile. È dotata di uno statuto, di un'assemblea dei soci e di un Consiglio direttivo con cariche elettive. I soci fondatori furono: Ieranò Filippo, Grassetti Stefania, Millozzi Antonio, Mccarthy Ian James, Cinque Lina, Cornelius Margret,  Eleonori don Umberto. Fondatore e presidente fino al 2012 è stato Filippo Ieranò, cui hanno fatto seguito Paolo Giunta la Spada, Emidio Pipponzi e Giordano Viozzi; Paolo Giunta La Spada è il Direttore scientifico della Casa della Memoria di Servigliano.

## Storia
La storia del campo di prigionia di Servigliano è intrecciata alle vicende più drammatiche del Novecento, di cui è uno dei luoghi più simbolici a livello nazionale ed europeo. I firmatari hanno sottolineato infatti che la conservazione di questo luogo ha grande importanza civile e morale. Il campo di Servigliano nacque nel 1915 con l'imminente entrata in guerra dell'Italia, che determinò la necessità di un campo per la raccolta di eventuali prigionieri. Furono espropriati circa tre ettari di terreno, sui quali furono realizzate 32 baracche in legno con una capienza di 125 prigionieri ciascuna. Il campo fu diviso in due settori e circondato per tutto il suo perimetro da un muro alto tre metri, sopra il quale era posto del filo spinato. Il campo avrebbe potuto ospitare 4.000 prigionieri, circa 2.000 per ciascun settore, ma non raggiunse mai la massima capienza.
Nel maggio del 1944 gli ebrei di Servigliano vennero deportati ad Auschwitz. Nei primi mesi del 1945, con la vittoria degli alleati, il campo rimase vuoto. In primavera, tuttavia, vennero avviati dei lavori di risistemazione degli interni, volti ad accogliere 500 militari polacchi per cui era stato organizzato un corso di addestramento. Nel giugno del 1944 giunsero nel campo anche numerosi profughi sloveni. Nell'estate del 1946, il campo di Servigliano venne evacuato. Dal settembre del 1947, il campo fu destinato all'accoglienza dei profughi giuliano-dalmati. Nel 1955 il campo cominciò a svuotarsi e gli ultimi ospiti vennero trasferiti ad Ascoli Piceno, dove erano state realizzate appositamente alcune abitazioni. La struttura rimase in condizioni di abbandono fino al 1970. Negli anni Settanta, l'amministrazione di Servigliano iniziò a sviluppare progetto di recupero del sito storico.

### Monumento nazionale
Il 20 gennaio 2021, la settima Commissione ha approvato all'unanimità, in sede redigente, il disegno di legge che dichiara, all'articolo 1, monumento nazionale l'ex campo di prigionia di Servigliano (in provincia di Fermo, nelle Marche, come specificato attraverso una modificata approvata dalla Commissione), oggi denominato "Parco della Pace". L'articolo 2, introdotto durante l'esame, recepisce una condizione della Commissione bilancio, secondo cui dall'attuazione della legge non devono derivare nuovi o maggiori oneri per la finanzia pubblica e le amministrazioni interessate alla relativa attuazione vi provvedono con le sole risorse umane, finanziarie e strumentali disponibili a legislazione vigente.
Il 25 aprile 2023 si è svolta la consegna della medaglia d’oro al merito civile alla Provincia di Fermo un riconoscimento che rappresenta il frutto di decenni di ricerca avviata anche dall'associazione La Casa della Memoria, il fulcro della memoria storica sulla Resistenza.